# Seznam českých šlechtických rodů, M
Tento seznam obsahuje výčet šlechtických rodů, které byly v minulosti spjaty s Českým královstvím Podmínkou uvedení je držba majetku, která byla v minulosti jedním z hlavních atributů šlechty, případně, zejména u šlechty novodobé, jejich služby ve státní správě na území Českého království či podnikatelské aktivity. Platí rovněž, že u šlechty, která nedržela konkrétní nemovitý majetek, jsou uvedeny celé rody, tj. rodiny, které na daném území žily alespoň po dvě generace, nejsou tudíž zahrnuti a počítáni za domácí šlechtu jednotlivci, kteří zde vykonávali pouze určité funkce (politické, vojenské apod.) po přechodnou či krátkou dobu. Nejsou rovněž zahrnuti církevní hodnostáři z řad šlechty, kteří pocházeli ze šlechtických rodů z jiných zemí.

## M
- Maceškové z Peclínova[1]
- Mader[2]
- Majnušové z Mlékovic, Mejlic a Prus[3]
- Makovští z Makové
- Malinovští z Hlavačova[4][5]
- Malovcové z Malovic[6]
- Markvartici
- Markvartové z Hrádku
- Marradas[2]
- Martinicové
- Maternové z Květnice[7]
- Mattencloitové
- Maušvicové z Armenruhe[8]
- Mazancové z Frymburka
- Měnický z Červeněvsi[2]
- Mensdorff-Pouillyové[6]
- Meraviglia-Crivelli[2]
- Merklové[6]
- Měsíčkové z Výškova
- Metternichové
- z Michalovic (panský rod z rozrodu Markarticů)
- z Michalovic (vladycký rod)
- Michnové z Vacínova
- Miseroniové z Lisonu
- Mitrovští z Mitrovic a Nemyšle
- Mladotové ze Solopisk
- Mlázovští z Těšnice
- Mollartové[2]
- Morzinové[9]
- Mörkové von Mörkenstein[6]
- Myslíkové z Hyršova